# Okręg wyborczy Aberdare
Okręg wyborczy Aberdare powstał w 1918 r. i wysyłał do brytyjskiej Izby Gmin jednego deputowanego. Okręg obejmował miasto Aberdare w hrabstwie Rhondda Cynon Taff. Został zlikwidowany w 1983 r.

## Deputowani do brytyjskiej Izby Gmin z okręgu Aberdare
- 1918–1922: Charles Butt Stanton, niezależni laburzyści
- 1922–1946: George Hall, Partia Pracy
- 1946–1954: David Emlyn Thomas, Partia Pracy
- 1954–1974: Arthur Probert, Partia Pracy
- 1974–1983: Ioan Evans, Co-operative Party